# 夢幻乳酪三明治

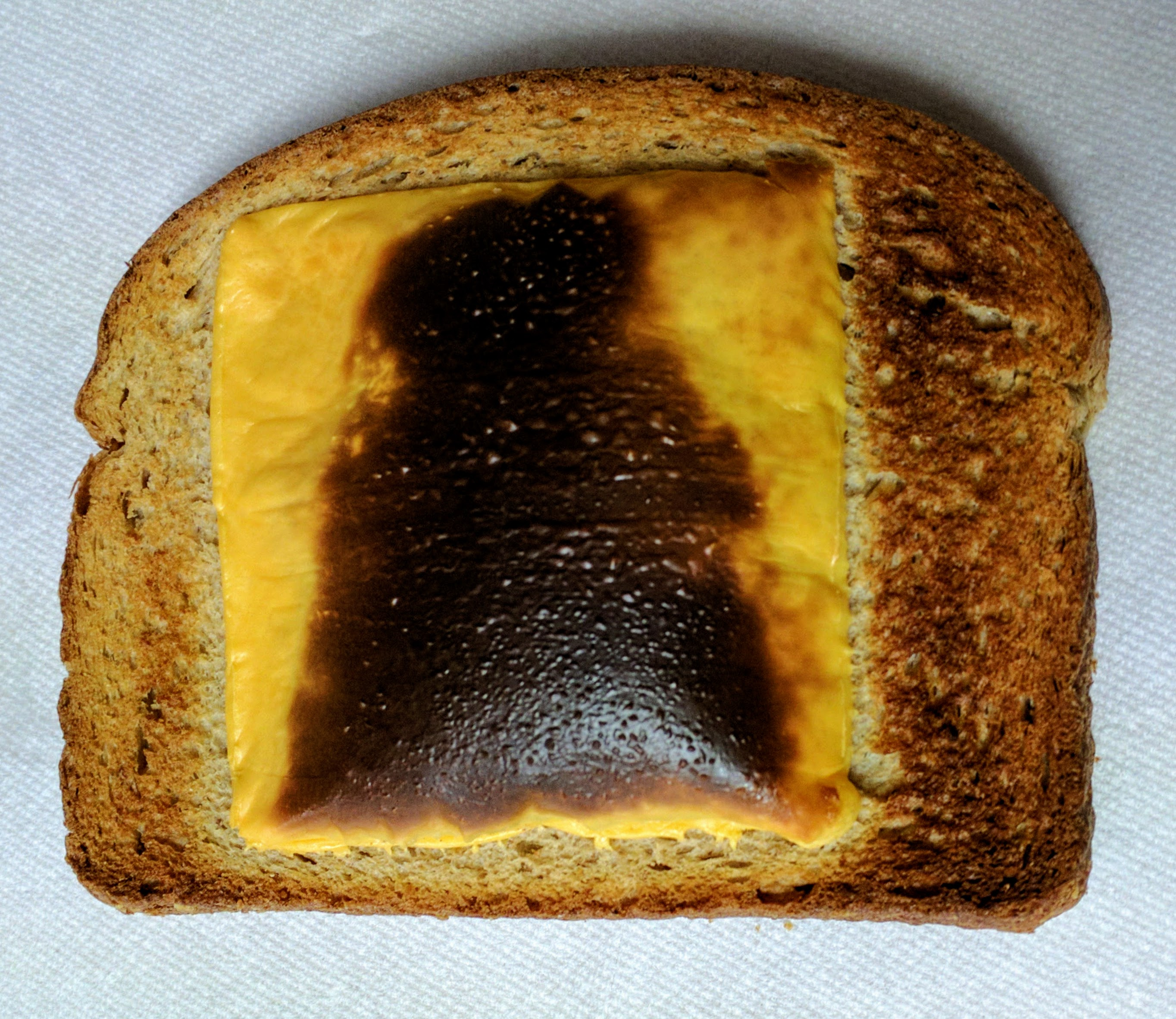
使用美式乳酪製作的夢幻乳酪三明治

夢幻乳酪是一種單面的美式烤乳酪三明治，由麵包、乳酪和奶油，以及其他材料製成。

可以用平底鍋或煎鍋在爐台上烹調，或者用明火烤爐，或放入平底鍋，再用烤箱烘烤。 最簡單的作法是在一片麵包上放美式乳酪，烤至乳酪膨起呈現焦黃色澤。 也可替換各種配料，例如：培根, 番茄, 鳳梨和雞蛋。

## 歷史
"夢幻乳酪"基本上就是加熱麵包、奶油和乳酪的簡單食物，據說是源自大蕭條時期，當時是"價格低廉的公司餐" ；也能讓親友在週日晚餐飽餐一頓同時兼顧荷包的菜餚。 也可以添加切片番茄, 火腿和培根，也常常搭配橄欖和醃黃瓜享用。 1932年出版的聖荷西報 中記載著：夢幻乳酪三明治是民眾最愛，"撒乳酪時最好撒一點點就好，加些芥末, 卡宴紅椒粉，以及一小撮紅甜椒末"；"三明治的兩面都烤得焦黃，搭配熱騰騰又濃郁的番茄醬"。 這種三明治可能比大蕭條更早興起，至少1918年出版的美好家政（Good Housekeeping） 刊物中提到了夢幻乳酪是午餐聚會的菜餚，"我們的茶館之友。"
1957年佛羅里達州戴通納海灘的一間速食店，在週日新聞報刊載了夢幻乳酪的特餐廣告，一份55美分。 1960年， 密爾瓦基紀事報 建議將這道菜加入炒蛋和火腿，放在烤箱裡烹製。

## 近期發展
烤乳酪三明治是1950年代常見的舒心食物，  在1990和2000年代又重新以不同面貌流行起來。 光是在2001年，美國人就吃掉了約2.2億美元的烤乳酪三明治, 廚師們也試著使用各種不同的麵包和乳酪製作這道經典菜餚。 可以選用全麥麵包，雜糧麵包或者黑麦麵包，加上瑞士乳酪、 高達乳酪和哈瓦第乳酪。 其它如：蘋果搭莫札瑞拉乳酪，桃子配埃德姆乳酪，梨加戈爾岡佐拉乳酪或布里乳酪；意大利香草、番茄乾和莫札瑞拉乳酪；或者火雞和火腿，這種搭配又稱"Monte Cristo"。 史考特•弗莱契的格拉夫顿鄉村乳酪公司以鄉村麵包, 陳年切達乳酪，白胡椒，雞蛋，牛奶、無鹽奶油和楓糖漿來製作夢幻起司三明治。